# Гойенола (стадион)
Стадион «Гойенола» (исп. Estadio Ingeniero Raul Goyenola) — стадион в уругвайском городе Такуарембо. Принадлежит муниципалитету Такуарембо, но отдан в аренду футбольному клубу «Такуарембо» для проведения домашних матчей. Здесь также проводятся матчи местной и межведомственной лиг. Он был открыт 18 мая 1955 года и вмещает 6156 зрителей. Главная трибуна вмещает 2844 человека, Северная трибуна — 1632, Восточная — 656, Западная трибуна — 1204 человека.
Рядом со стадионом находится Многофункциональный спортивный комплекс площадью 2500 м².

## История
Территория будущего стадиона была приобретена интендантом Такуарембо (1942—1946) Мануэль Родригес Корреа.
Взяв на себя управление ею в 1950 году, геодезист Рауль Гойенола задумался о строительстве стадиона. 1 мая 1954 года был заложен краеугольный камень, и строительство было завершено в течение одного года.

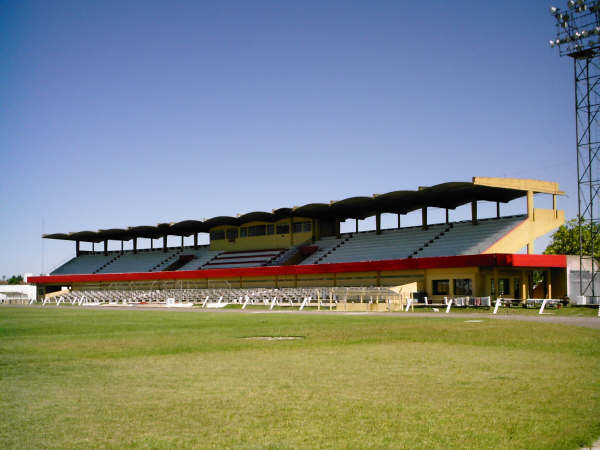
одна из трибун стадиона Гойенола

Футбольное поле на стадионе имеет размеры 75 на 110 м, также есть беговая дорожка длиной 400 м. Первой была построена крытая трибуна, вмещающая 1808 зрителей, а рядом с ней находится трибуна на 1036 зрителей.
Проектировщик и директор строительства стадиона — Вальтер Доминго.
Первый матч на тогдашнем «Муниципальном стадионе» был сыгран 18 мая 1955 года — встречалась сборная Такуарембо против столичного «Ривер Плейта».
После создания профессионального футбольного клуба «Такуарембо» администрация города уступила ему стадион для проведения домашних матчей. При этом были внесены улучшения, которые позволили привести стадион в соответствие с требованиями профессионального футбола.
За последние несколько лет стадион претерпел несколько реконструкций, в том числе замена электронного табло на более современное.